# Sebastián Martín-Retortillo
Sebastián Ricardo Martín-Retortillo y Baquer, né le 7 février 1931 à Huesca et mort le 19 octobre 2002 à Madrid, est un homme politique et un universitaire espagnol ayant appartenu à l'Union du centre démocratique (UCD).
Il est ministre adjoint au président du gouvernement, chargé de l'Administration publique, entre 1980 et 1981.

## Biographie

### Un long parcours universitaire
Après avoir obtenu sa licence en droit à l'université de Saragosse, il passe avec succès un doctorat à l'université de Bologne.
Initialement professeur adjoint à l'université de Séville, il réussit son agrégation et devient professeur des universités de droit administratif à l'université de Saint-Jacques-de-Compostelle en 1960. Il rejoint ensuite l'université de Valladolid en 1962, puis l'université de Barcelone cinq ans plus tard. Il travaillera aussi à l´université Autonoma de Madrid, puis à l´université Complutense de Madrid.

### Passage dans la haute administration
En janvier 1976, Sebastián Martín-Retortillo est choisi à 35 ans pour occuper le poste de secrétaire général technique du ministère de l'Éducation et de la Science. Il devient, dès le mois de juillet suivant, sous-secrétaire du ministère.
Il est relevé de ses fonctions en juillet 1977. À peine deux mois plus tard, il est nommé directeur de l'Institut d'études de l'administration locale (IEAL) du ministère de l'Intérieur.

### Député puis secrétaire d'État
Investi tête de liste de l'UCD dans la province de Huesca pour les élections législatives du 1er mars 1979, il est démis de ses fonctions administratives en janvier 1979.
La liste qu'il conduit totalise 47,9 % des voix et 2 députés sur 3. Élu au Congrès des députés, il devient premier secrétaire de la commission constitutionnelle et membre de la commission du Règlement. Il retrouve la haute administration dès le 22 septembre, lorsqu'il est désigné secrétaire d'État à l'Administration publique du ministère de la Présidence.

### Ministre adjoint
À l'occasion du remaniement ministériel du 3 mai 1980, Sebastián Martín-Retortillo est nommé ministre adjoint au président du gouvernement, chargé de l'Administration publique par Adolfo Suárez. Avec le nouveau ministre de l'Industrie Ignacio Bayón, il n'appartient à aucun courant particulier de l'UCD. Sa nomination, aux côtés de Juan Antonio Ortega, s'explique par le conflit opposant le ministre de la Présidence José Pedro Pérez-Llorca et le ministre adjoint chargé de la Coordination des Affaires politiques Rafael Arias-Salgado, au sujet des fonctions et responsabilités devant revenir au ministère de la Présidence, Suárez ayant choisi de nommer deux ministres adjoints directement sous sa responsabilité.
Il n'est pas reconduit par Leopoldo Calvo-Sotelo lorsqu'il forme son cabinet, le 27 février 1981. Au mois de mars 1982, il rejoint la commission constitutionnelle et la commission du Régime des administrations publiques du Congrès des députés.

### Fin de vie politique
Pour les élections législatives anticipées du 28 octobre 1982, il est à nouveau tête de liste dans la province de Huesca. Bien que l'UCD y totalise 14,7 % des voix, elle ne remporte aucun mandat parlementaire, ce qui met fin à son parcours politique.
Il retourne alors enseigner le droit à l'université. En 1997, il est nommé à la Junte électorale centrale par le président du gouvernement José María Aznar. Devenu ensuite membre de l'Académie royale des sciences morales et politiques, il meurt le 19 octobre 2002 à Madrid, à l'âge de 71 ans.